# 進積
進積（英語：progradation）是指河流三角洲隨著時間向更遠的海域生长。當進入三角洲的沉積物的供應量大於沉積空間的增加、例如在冰河時代海平面上升，就會造成進積。